# Saki Fukuda
Saki Fukuda (福田沙纪 Fukuda Saki?, n. 19 de septiembre de 1990 en la Prefectura de Kumamoto) es una actriz y cantante japonesa.

## Filmografía

### Televisión
- San nen B-gumi Kinpachi-sensei 7 (TBS, 2004)
- Donmai (NHK, 2005)
- Fushin no Toki (Fuji TV, 2006)
- Jitensha Shonenki (TV Tokyo, 2006)
- Shinjuku no Haha Monogatari (Fuji TV, 2006)
- Haikei, Chichiue-sama (Fuji TV, 2007)
- Hoshi Hitotsu no Yoru (Fuji TV, 2007)
- Life (Fuji TV, 2007)
- Okaasan, Boku ga Umarete Gomen Nasai (Fuji TV, 2007)
- Daisuki! (TBS, 2008)
- Isshun no Kaze ni Nare (Fuji TV, 2008)
- Ghost Friends (NHK, 2009)
- Maid Deka (TV Asahi, 2009)
- Keizoku 2: SP (TBS, 2010)
- Shitsuren Hoken (NTV, 2011)
- Quartet (TBS, 2011)
- IS - Otoko demo onna demo nai sei (TV Tokyo, 2011)
- Runaway ~Aisuru Kimi no Tame ni~ (2011)
- W no Higeki (2012)
- Legal High (2012/ Episodio 2)

### Cine
- Can I Still Live? (2006)
- Hoshi hitotsu no yoru (2007)
- Sakura no sono (2008)[1]
- Yatterman (2009)
- Castle Under Fiery Skies (2009)
- Tsugaru (2011)
- TSY (2011)
- SPEC: Heaven (2012)
- Mou Yuukai Nante Shinai (2012)
- SPEC: Shou (2012)
- Himawari -Okinawa wa Wasurenai, Ano Nichi no Sora o- (2013)
- SPEC: Close~Progress Versión (2013)
- SPEC: Close~Crisscross Version (2013)

### Anime
- Template: Crayon Shin Chan (2008) (Ep. 648)

## Discografía

### Álbumes
| Álbum   | Lista de canciones | Fecha de lanzamiento    | Discográfica |
| ------- | --- | ----------------------- | ------------ |
| Sakippo | 1. Little Wing 2. Good Bye My Love 3. Futatsu no Tsuki (ふたつの月) 4. Aoi Baton (青いバトン) 5. Omoide Ga Naiteiru (想い出が泣いている ) 6. Try again 7. Ashita Ame Ga Agaru Koro Ni Wa (明日雨が上がる頃には) 8. Nangoku No Hana (南国の花) 9. Hanataba Wo Kudasai (花束を下さい) 10. Shiawase No Telepathy (幸せのテレパシー) 11. Attack No.1 2005 (アタック No.1 2005) 12. 37 °C (megurohoncho version) | 6 de septiembre de 2006 | Pony Canyon  |

| Álbum | Lista de canciones | Fecha de lanzamiento | Discográfica |
| ----- | --- | -------------------- | ------------ |
| VOICE | 1. Spr✿ing for you 2. Lips 3. Re; start 4. VOICE 5. Hae (南風) 6. be proud of... 7. Sakura Michi (桜道) 8. Ashita e no Hikari (明日への光) 9. Candy 10. Mou Ichido (もう一度) 11. Spr✿ing for you (Reprise) | 3 de marzo de 2010   | Pony Canyon  |

### Sencillos
| Sencillo         | Lista de canciones | Fecha de lanzamiento | Discográfica |
| ---------------- | --- | -------------------- | ------------ |
| Attack No.1 2005 | 1. Attack No.1 2005 (アタックNo.1 2005) 2. Attack No.1 2005 [Attack Samba No.1 Remix] 3. Attack No.1 2005 [Instrumental] | 18 de mayo de 2005   | Pony Canyon  |

| Sencillo            | Lista de canciones | Fecha de lanzamiento    | Discográfica |
| ------------------- | --- | ----------------------- | ------------ |
| Hanataba wo Kudasai | 1. Hanataba wo Kudasai (花束を下さい) 2. Setsuna Bye Bye (刹那バイバイ) 3. Attack No.1 (アタックNo.1 2005) [Opus No.1 Symphonic Suite] 4. Hanataba wo Kudasai [Instrumental] | 7 de septiembre de 2005 | Pony Canyon  |

| Sencillo              | Lista de canciones | Fecha de lanzamiento    | Discográfica |
| --------------------- | --- | ----------------------- | ------------ |
| Shiawase no Telepathy | 1. Shiawase no Telepathy (幸せのテレパシー) 2. 37 °C 3. Hanataba wo Kudasai [2005 winter version] 4. Shiawase no Telepathy [Instrumental] | 14 de diciembre de 2005 | Pony Canyon  |